# Rougeotiana xanthoperas
Rougeotiana xanthoperas là một loài bướm đêm trong họ Noctuidae.